# Avidina
La avidina es una glicoproteína tetramérica que se une a biotina, producida en el oviducto de aves, reptiles y anfibios y depositada en la clara de sus huevos. En la clara de un huevo de gallina, la avidina constituye alrededor de un 0,05% de la proteína total (aprox. 1,8 mg por huevo). Las cuatro subunidades de la proteína son idénticas (homotetrámero) y cada una de ellas puede unirse a biotina con elevadas afinidad y especificidad. Y es que como muestra su constante de disociación (KD ≈ 10−15 M) es uno de los enlaces no covalentes más fuertes que se conocen.
La forma tetramérica de la avidina tiene una masa molecular estimada de 66–69 kDa. El 10% de ella se atribuye al contenido en glúcidos, consistente en cuatro o cinco residuos de manosa y tres de N-acetilglucosamina.
La avidina funcional sólo se encuentra en el huevo crudo, ya que la afinidad por la biotina de esta proteína se pierde al ser cocinado. Aunque no se conoce con certeza su función, se ha postulado que podría ser producida en el oviducto como inhibidor del crecimiento bacteriano por unión a la biotina que las bacterias necesitan. Como prueba, la estreptavidina, que también es muy afín a la biotina y tiene un sitio de unión muy parecido, es sintetizada por ciertas cepas de bacterias Streptomyces y también se le supone un papel en la inhibición del crecimiento de las otras bacterias.